# Sonnenschiff

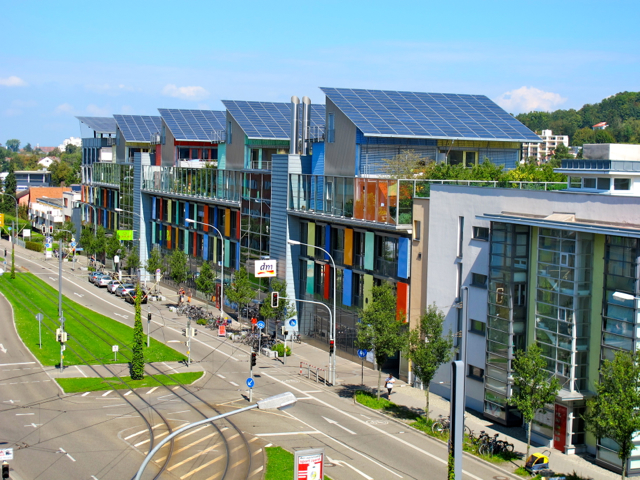
El barco del sol

El Barco del Sol (Das Sonnenschiff) es una pequeña comunidad que funciona completamente con energía solar. Construida en 2004 en el famoso barrio Vauban de Friburgo de Brisgovia. Sonnenschiff fue diseñado por el arquitecto Rolf Disch, quien también construyó el Heliotropo, y genera cuatro veces más energía de la que consume.

## Diseño
Esta construcción tiene estructura de acero, se conoce como Barco del Sol debido a que su perfil recuerda  un barco de carga cuando se observa con perspectiva. 
El diseño climático permite mantener temperaturas frescas en verano y almacenar calor en invierno. 
La planta baja se utiliza para espacios comerciales y minoristas de alta gama. Los siguientes tres pisos se utilizan como oficinas y espacios comerciales, mientras que nueve áticos en su azotea ofrecen viviendas (de 112 a 300 metros cuadrados). Esta integración única de usos retail, comercial y residencial, todo con una huella de carbono cero y un balance energético positivo son los retos abordados por la arquitectura solar de Rolf Disch . 

## Residentes
Además de los nueve áticos, alberga varias empresas, como el supermercado de alta gama Alnatura, una farmacia DM e instituciones como Ökostrom y el Öko-Institut, organizaciones sin ánimo de lucro. 